# Liquidator (Tschernobyl)

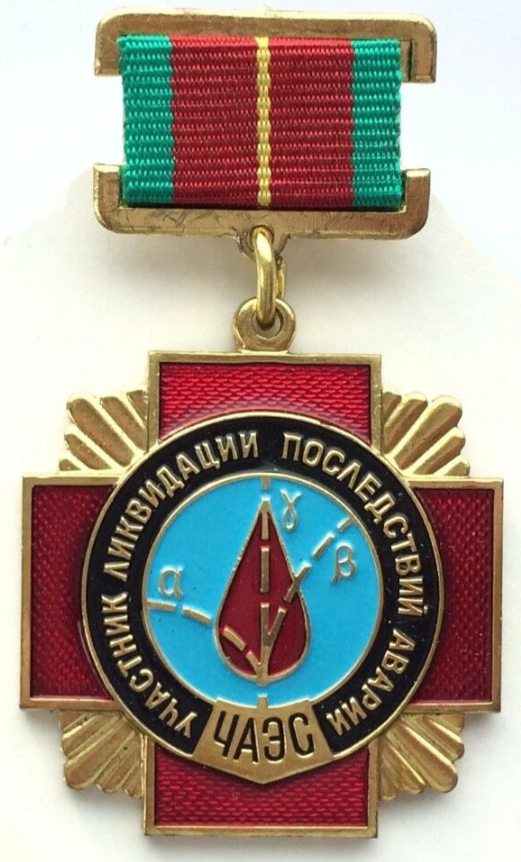
Der Blutstropfen auf der Medaille der Liquidatoren, eine Würdigung ihrer Arbeit

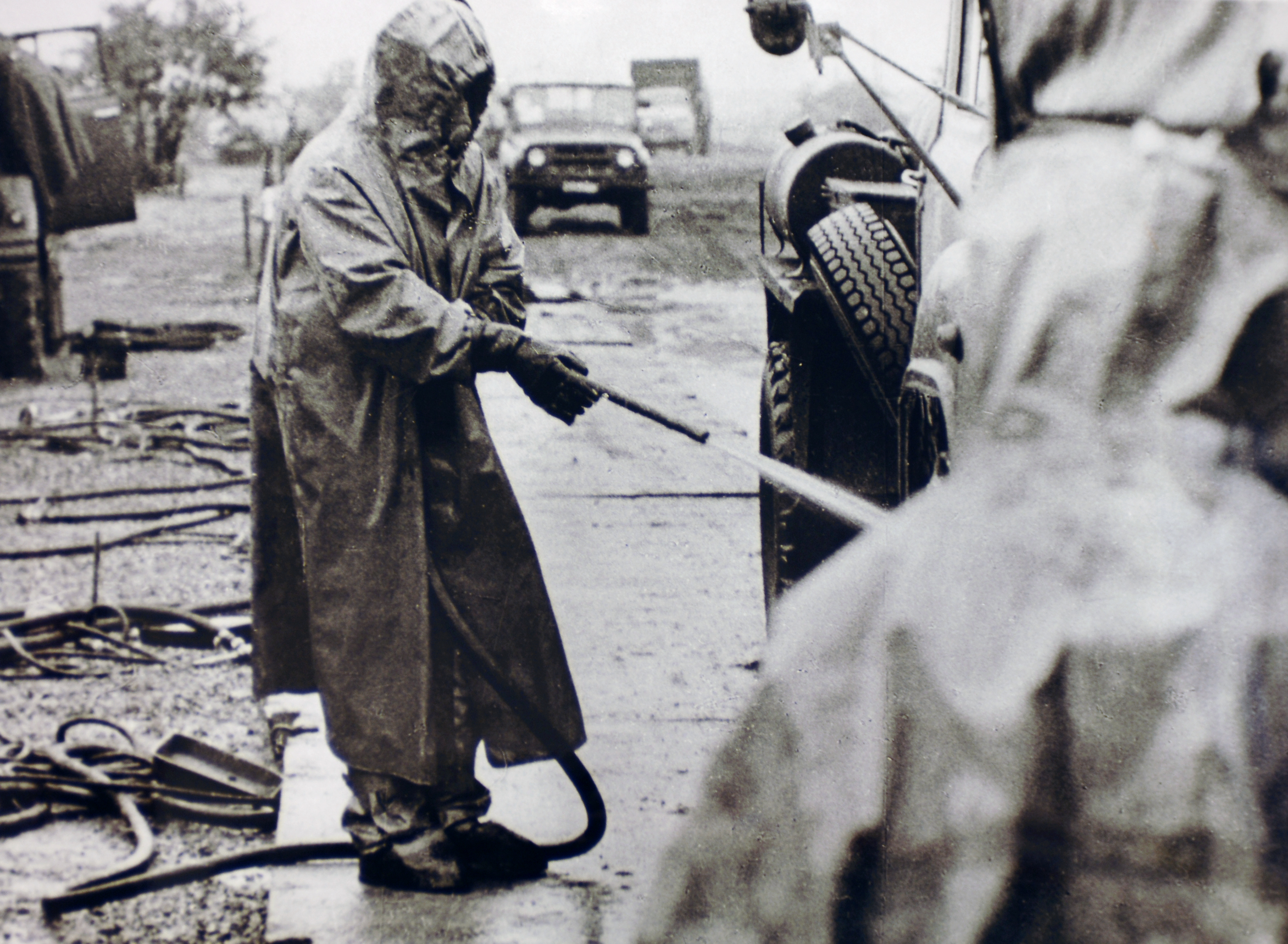
Liquidator bei Dekontaminationsarbeiten

Liquidator (russisch ликвида́тор, manchmal mit „Abwickler“ oder „Beseitiger“ eingedeutscht) ist die Bezeichnung für einen während und nach der Nuklearkatastrophe von Tschernobyl an der Eindämmung des Unglücks Beschäftigten, um die ionisierende Strahlung zu „liquidieren“. Sie werden im Russischen auch „Tschernobylez“ (чернобылец, deutsch: Tschernobyler) genannt.

## Begriff und Tätigkeitsbereiche
Im engeren Sinn werden als Liquidatoren die Beschäftigten bezeichnet, die vom Dach des benachbarten Reaktorblocks 3 stark strahlenden Schutt und Graphitblöcke entfernen mussten, die vom Druck der Explosion des Blocks 4 dorthin geschleudert worden waren. Sie ersetzten die hierfür zuerst verwendeten, aber wegen der Strahlung versagenden deutschen und japanischen Roboter und wurden auch als „Bioroboter“ bezeichnet. Der als „Tschernobyl-Fotograf“ bekannt gewordene Igor Kostin, der nach eigenen Angaben selbst fünfmal bei ihnen anwesend war, erklärte später dazu: „Sie durften wegen der hohen Strahlung nur für 40 Sekunden auf das Dach, warfen eine Schaufel Schutt hinunter und kamen wieder zurückgerannt. Sie bekamen eine Urkunde, 100 Rubel und wurden weggeschickt.“
Doch nicht nur die hierbei Beschäftigten gehören zum Tätigkeitsbereich, sondern, „beginnend von den unmittelbaren Schutzversuchen am havarierten Reaktor bis zur Evakuierung der Bevölkerung und dem Waschen von Städten“, im weiteren Sinn auch:
- das unmittelbar während und nach der Katastrophe im Reaktor diensttuende Personal, etwa der Versuchsleiter Anatoli Djatlow und dessen Mitarbeiter Alexander Akimow und Leonid Toptunow,
- die etwa 40 Feuerwehrleute, die zu den ersten gerufenen Hilfskräften zählten, darunter Wassili Ignatenko,
- eine etwa 300 Personen starke Brigade des Zivilschutzes aus Kiew, die die kontaminierte Erde abtrug,
- das medizinische Personal,
- verschiedene Arbeiter sowie Angehörige des Militärs, die die Reinigungs-[5] und Planierarbeiten auf dem Kraftwerksgelände und in dessen verstrahlter Umgebung ausführten,
- die Bauarbeiter, die den Sarkophag über dem explodierten Reaktor 4 errichteten,
- Angehörige der Truppen und der Miliz, die den Zugang zu dem Komplex und zur Sperrzone kontrollierten und den Verkehr regelten,[6]
- Transportarbeiter wie etwa Bus- und Lastwagenfahrer,
- eine Gruppe von Bergarbeitern, die mit einem Tunnelbau das Eindringen von kontaminiertem (Lösch-)Wasser[7] in das Grundwasser, das die Ukraine versorgte, verhinderten und zudem das Zusammentreffen des Löschwassers mit dem schmelzenden Reaktorkern verhinderten, was sonst zu einer Dampfexplosion geführt hätte,[8]
- Jäger, die verstrahlte Tiere erlegten, damit sie die Helfer nicht kontaminierten,
- der Hubschrauberpilot Nikolai Melnik, der Sensoren zur Strahlungsmessung auf der Ruine platzierte und immer wieder die Radioaktivität über dem Reaktor kontrollierte,[9] und die etwa 600 Hubschrauberpiloten, die tonnenweise Sand, Blei, das Mineral Dolomit und das Halbmetall Bor über dem zerstörten Block abwarfen[10] bzw. ein klebriges, synthetisches Bindemittel auf Polymerbasis, das man „Burda“ (russisch бурда für „Gebräu, Brühe“) nannte[11], um den havarierten Reaktor versprühten. Letztere Maßnahme sollte verhindern, dass radioaktiver Staub verweht wird.
- Die Mitglieder der mit Beschluss des Ministerrates der UdSSR vom 26. April 1986, Nr. 830 eingesetzten Regierungskommission zur Untersuchung der Unfallursachen und Beseitigung der Folgen des Unfalls im Kernkraftwerk Tschernobyl (Правительственная комиссия для расследования причин и ликвидации последствий аварии на Чернобыльской АЭС): Boris Schtscherbina, Anatoli Majorez, Alexander Meschkow (Александр Григорьевич Мешков), Wiktor Sidorenko (Виктор Алексеевич Сидоренко), Wassili Drugow (Василий Иванович Другов), Jewgeni Worobjow (Евгений Иванович Воробьёв), Fedor Schtscherbak (Федор Алексеевич Щербак), O.W.Soroka (О.В.Сорока), Nikolai Nikolajew (Николай Федорович Николаев), Iwan Pljuschtsch und Waleri Legassow.[12]

E. Cardis und andere von der Internationalen Agentur für Krebsforschung (IARC) spezifizierten die Liquidatoren in einem Vortrag anlässlich der von der Weltgesundheitsorganisation (WHO) und der Internationalen Atomenergie-Organisation (IAEO) veranstalteten Konferenz „One Decade After Chernobyl: Summing up the consequences of the Accident“ vom 8. bis 12. April 1996 in Wien folgendermaßen:

“The ‘liquidators’ (also referred to as cleanup or recovery workers): they include persons who participated in the cleanup after the accident (cleaning up the plant and its surroundings, construction of the sarcophagus, decontamination, building of roads, destruction and burial of contaminated buildings, forests and equipment), as well as many others, including physicians, teachers, cooks and interpreters who worked in the ‘contaminated’ territories.”

„Die ‚Liquidatoren‘ (auch bezeichnet als Reinigungs- und Reparaturarbeiter): darunter fallen Personen, die an der Reinigung nach dem Unfall (Reinigung der Anlage und ihrer Umgebung, Konstruktion des Sarkophags, Bau von Straßen, Abriss und Einlagerung der kontaminierten Gebäude, Wälder und Gerätschaften) beteiligt waren, sowie viele Andere inklusive Ärzten, Lehrern, Köchen und Übersetzern, die in den ‚kontaminierten‘ Territorien arbeiteten.“

Sie wurden, abgesehen vom bereits vor Ort befindlichen Personal, von der Regierung der damaligen Sowjetunion zunächst aus der Weißrussischen, der Ukrainischen und der Russischen Sowjetrepublik sowie später aus dem gesamten Staatsgebiet zusammengezogen und waren überwiegend junge Soldaten und Reservisten, aber auch zwangsverpflichtete Arbeiter. Auch Freiwillige sollen sich gemeldet haben.

## Gesundheitliche Aspekte

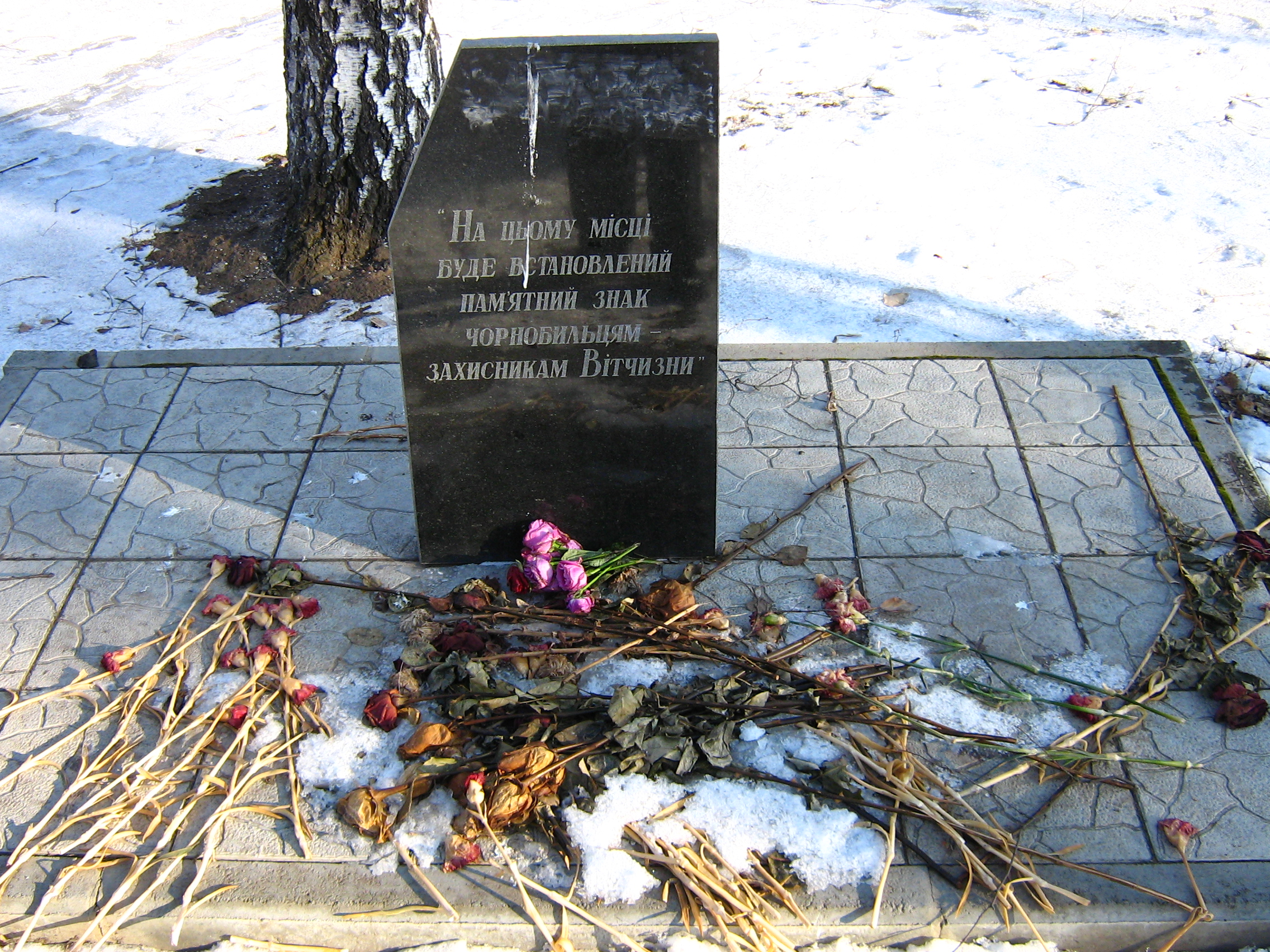
Denkmal für die Liquidatoren in Charkiw

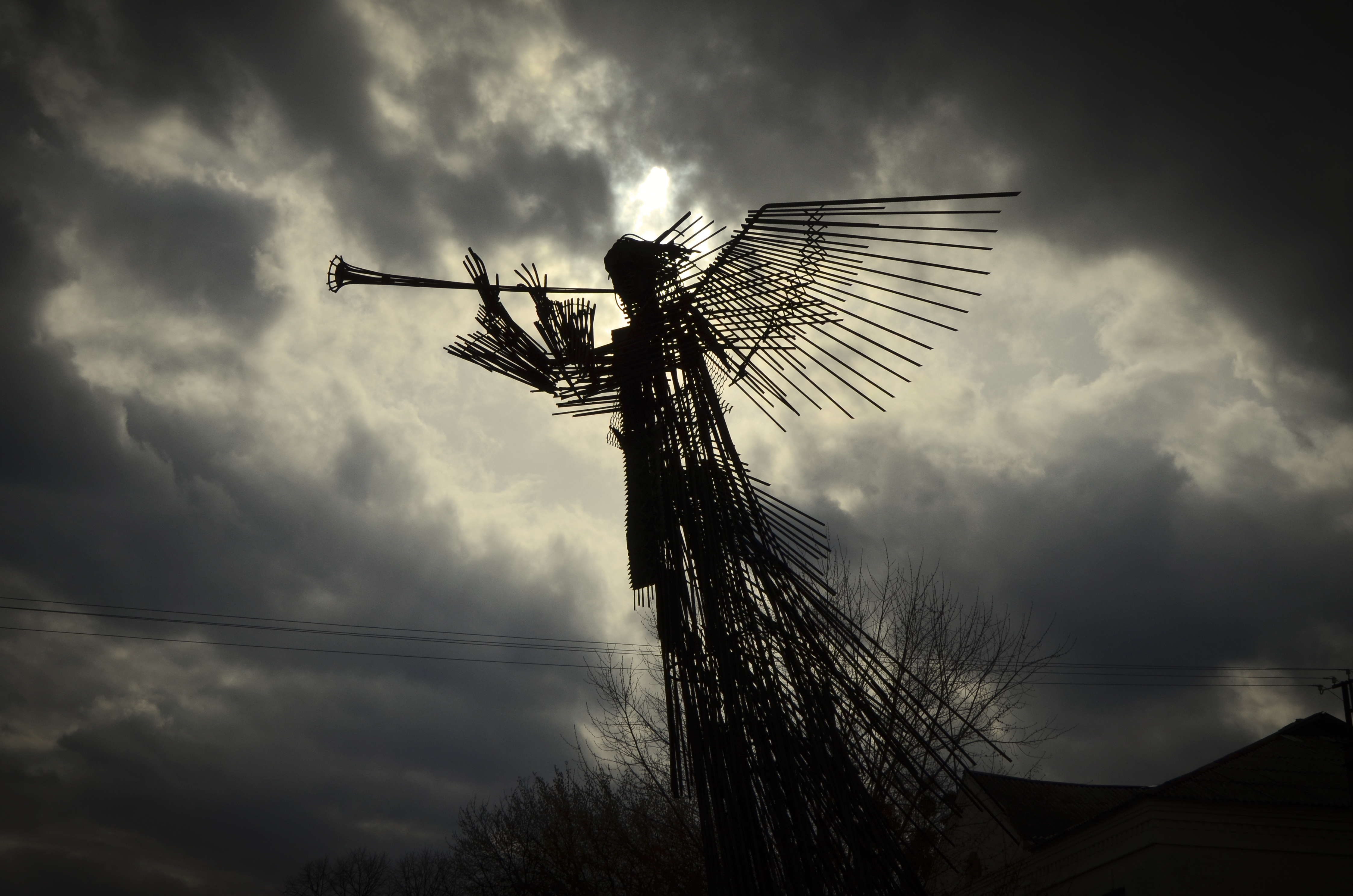
Trompetender Engel, Gedächtnisstätte auf dem Friedhof der Liquidatoren in Tschornobyl

Nach Angaben der WHO gab es 600.000 bis 800.000 Liquidatoren. Die Soldaten auf dem Dach waren hohen, die Feuerwehrleute und die Hubschrauberpiloten sogar extrem hohen Strahlendosen ausgesetzt. Bis 1996 waren in den genannten Staaten 200.000 Liquidatoren registriert, zuletzt rund 400.000. Rund die Hälfte von ihnen war im Einsatz, ohne dass sie dafür Belege erhielten. Der von der WHO im Auftrag der IAEO vorgelegte Bericht berücksichtigt die 200.000 Liquidatoren, die in den Jahren 1986 und 1987 im Einsatz waren. Die darüber hinausgehend Registrierten finden keine Berücksichtigung.  Offizielle Zahlen der WHO sprechen 2005 von weniger als 50 unmittelbaren Todesopfern („fewer than 50 deaths had been directly attributed to radiation from the disaster“). Diese Zahl wird jedoch nicht nur von der deutschen Sektion der Internationalen Ärzte für die Verhütung des Atomkrieges (IPPNW) und der Gesellschaft für Strahlenschutz (GS) angezweifelt. Edmund Lengfelder, Professor für Strahlenbiologie und Leiter des Otto-Hug-Strahleninstituts in München, schätzt die Gesamtzahl der bis 1999 gestorbenen Liquidatoren auf 50.000.
Nach Angaben der Regierungen der betroffenen heutigen Staaten Russland, Belarus und der Ukraine liegen auch von den registrierten Liquidatoren nicht immer vollständige Daten vor. Die Datensätze der registrierten russischen Liquidatoren enthalten in 63 % der Fälle Angaben über die Strahlendosis, die der ukrainischen in 56 % und die der belarussischen Liquidatoren nur in 9 % der Fälle. Bekannt ist aus der Ukraine die Zahl von 17.000 Familien von Liquidatoren, die eine (geringe) staatliche Rente erhalten. Viele der noch lebenden ehemaligen Liquidatoren leiden noch heute unter der Strahlenkrankheit und müssen sich regelmäßig ärztlich untersuchen lassen.
In der Verfügung U-2617 C vom 27. Juni 1986 aus der III. Hauptverwaltung des Gesundheitsministeriums der Sowjetunion über die Erhöhung der Geheimhaltungsmaßnahmen für Liquidationsarbeiten am Kernkraftwerk Tschernobyl heißt es:

„Für geheim erklärt sind die Daten über die Havarie, für geheim erklärt sind die Ergebnisse über die Heilung der Krankheiten, für geheim erklärt sind die Daten über das Ausmaß radioaktiver Bestrahlung von Personal, das bei der Liquidation der Havarie des Atomkraftwerks Tschernobyl teilgenommen hat.“

Nach weiteren Regierungsanordnungen durften akute und chronische Erkrankungen von Personen, die an der Liquidation teilgenommen hatten, nicht in einen Zusammenhang mit der Wirkung ionisierender Strahlen gebracht werden, wenn diese eine Dosis von weniger als 500 Millisievert erhalten hatten. Unter dieser Maßgabe sind auch in Hiroshima und Nagasaki nur vergleichsweise wenige Strahlenopfer feststellbar. Dort wurde die Strahlenbelastung noch Jahrzehnte nach den Atombombenabwürfen unterschätzt. Laut Edmund Lengfelder, der von einer Zahl von „800.000 zumeist junge[n] Soldaten“ ausgeht, erhielten diese jedoch eine Strahlendosis mit „Werte[n] bis 15.000 Millisievert.“ Zudem wurde beschlossen, die zulässigen Strahlenwerte um das 40- bis 50-Fache zu erhöhen: „Dadurch wurden die meisten Menschen für gesund erklärt und ohne jegliche Behandlung aus den Krankenhäusern entlassen.“

## Künstlerische Umsetzung
Neben vielen Dokumentationen über die Katastrophe von Tschernobyl gibt es auch künstlerische Umsetzungen unter besonderer Berücksichtigung der Arbeit der Liquidatoren. Die belarussische Nobelpreisträgerin Swetlana Alexijewitsch verfasste das Drama Gespräche mit Lebenden und Toten, für das sie über mehrere Jahre mit Menschen gesprochen hatte, für die diese Katastrophe zum zentralen Ereignis ihres Lebens geriet. Die Hörspielbearbeitung von Frank Werner unter der Regie von Ulrich Gerhardt, eine Produktion von Saarländischem, Norddeutschem, SFB-ORB und Westdeutschem Rundfunk von 1998, wurde 1999 zum Hörspiel des Jahres gewählt.
Kilian Leypold widmete sein Hörspiel Schwarzer Hund. Weißes Gras, eine Produktion des Bayerischen Rundfunks aus dem Jahr 2011, die Elemente aus Tarkowskis Film Stalker aufgreift, dem Fotografen Igor Kostin.
Die deutsche Thrash-Metal-Band Pripjat, deren Gründer aus der Ukraine stammen, hat die Tschernobyl-Katastrophe in mehreren Liedern verarbeitet. Das Stück Liquidators stellte das erste Demo der Band dar und wurde 2014 auf dem Album Sons of Tschernobyl veröffentlicht.
2019 wurde die HBO-Serie Chernobyl veröffentlicht, die den Hergang, die Arbeit sowie die Auswirkungen der Katastrophe zeigt.